# Madeleine Dean
Pour les articles homonymes, voir Dean.
Madeleine Dean, née le 6 juin 1959 à Glenside, est une avocate et femme politique américaine. Membre du Parti démocrate, elle est élue du 4e district de Pennsylvanie à la Chambre des représentants des États-Unis depuis 2019.

## Jeunesse et formation
Madeleine Dean est la fille et la plus jeune des sept enfants de Bob et Mary Dean. Elle étudie au lycée de Abington, avant d'être diplômée, avec les honneurs, à l'université La Salle, puis obtient son Juris Doctor à l'université Widener. Elle étudie également les sciences politiques et sociales à l'Institut du gouvernement de Fels à l'université de Pennsylvanie.

## Activités professionnelles
Après ses études de droit, Madeleine Dean retourne dans la région de Philadelphie, et pratique le droit avec les Philadelhia Trial Lawyers, avant d'en devenir directrice exécutive. Elle ouvre ensuite un petit cabinet d'avocats à Glenside, puis travaille comme conseillère pour les entreprises de bicyclettes de son mari. 
Alors qu'elle élève trois jeunes enfants, Dean se tourne vers l'enseignement. Elle exerce pendant dix ans comme assistante de professeur d'anglais à l'université La Salle, où elle enseigne l'écriture et l'éthique. 

## Début de carrière politique
Dean commence la politique peu après avoir obtenu son diplôme du lycée, quand elle est élue au comité du canton d'Abington.
Elle fait du bénévolat pour la réélection de Joe Hoeffel à la législature de l'État, dans le même district qu'elle représentera plus tard. C'est sur cette campagne qu'elle rencontre son futur mari, Patrick Cunanne.

## Chambre des représentants de Pennsylvanie
Après avoir travaillé et été bénévole dans la politique pendant des dizaines d'années, Dean est invitée à devenir elle-même fonctionnaire, en tant que commissaire du canton d'Abington, et se présentée au poste de représentante de l'État en 2012. Elle donne la priorité aux questions sociales telles que la dépendance, l'égalité des droits, l'accès aux soins de santé, l'éthique, la réforme de la justice pénale et la violence armée.
Après la tuerie de masse de l'école élémentaire de Sandy Hook, Madeleine Dean et Dan Frankel co-fondent le caucus de prévention contre les violences armées, PA SAFE Caucus. Il se décrit comme une coalition de législateurs et de défenseurs qui se consacrent à la réduction de la vente d'armes à feu illégales. 
En 2015, Dean est nommé à la commission du gouverneur pour les femmes, conçue pour conseiller le gouverneur sur les politiques et la législation qui promeuvent les questions d'égalité allant de l'agression sexuelle aux initiatives commerciales. En 2017, elle est élue présidente de la délégation du Sud-Est des démocrates de la Chambre de Pennsylvanie, composée de 22 démocrates représentant neuf comtés.
Elle est membre de plusieurs comités : crédits, pouvoir judiciaire, politique, affaires urbaines, gouvernement de l'État et finances, dont elle est vice-présidente.
Dean déclare en 2014 : « Nous savons que le problème numéro un avec les électeurs est l'éducation et la façon dont nous finançons nos écoles publiques ». En ce qui concerne le budget de l'éducation de la Pennsylvanie pour 2013, elle déclare : « La façon dont nous éduquons nos enfants nous dit comment sera notre économie ». Dans ce même cas, elle souligne la question du financement des écoles publiques.

## Chambre des représentants

### Élections
En février 2018, après un changement important dans les districts du Congrès de Pennsylvanie mandaté par la Cour suprême de Pennsylvanie, Dean annonce qu'elle met fin à sa campagne au poste de lieutenante-gouverneure et se présente plutôt au Congrès dans le 4e district dont les limites ont été redéfinies.

Logo des pour l'élection de Madeleine Dean au Congrès des États Unis

Le 15 mai, Dean bat lors de la primaire démocrates Shira Goodman et l'ancien membre du Congrès Joe Hoeffel. Lors de l'élection générale, elle a battu le républicain Dan David elle l'emporte avec 63,45 % des voix contre 36,55 % au républicain Dan David. Elle est l'une des quatre femmes démocrates élues de Pennsylvanie au Congrès en 2018. Les autres sont Mary Gay Scanlon, Chrissy Houlahan et Susan Wild. La délégation de l'État était auparavant entièrement masculine.
En 2020, Dean se présente à sa réélection et bat la candidate républicaine, vétérane militaire et commentatrice politique Kathy Barnette, avec 59,5 % des voix contre 40,5 % des voix. En 2022, dans un district en grande partie inchangé à la suite du redécoupage, elle affronte le candidat républicain Christian Nascimento, vice-président des produits chez Comcast et ancien président du conseil scolaire de Methacton, et est réélue avec 61,3 % des voix.
Le 5 novembre 2024, elle est réélue en obtenant 59,1 % des voix face au républicain David Winkler.

### Fonctions au sein du Congrès
Au sein de la Chambre des représentants, elle est membre du commission judiciaire et de la commission des affaires étrangères. Elle est en outre membre du caucus progressiste du Congrès, du caucus du Congrès pour les questions féminines, du caucus pour l'égalité des droits, ainsi que de la Nouvelle coalition démocrate.
Le 12 janvier 2021, elle est nommée Impeachment manager (procureuse) pour le deuxième procès en destitution de Donald Trump.

## Positions politiques
Dean a voté pour apporter un soutien à Israël à la suite de l'attaque du Hamas contre Israël en 2023.
Dean a voté avec la position déclarée du président Joe Biden 100 % du temps au 117e congrès, selon une analyse FiveThirtyEight.